# Wallfahrtskirche Maria Schnee auf der Hochalm

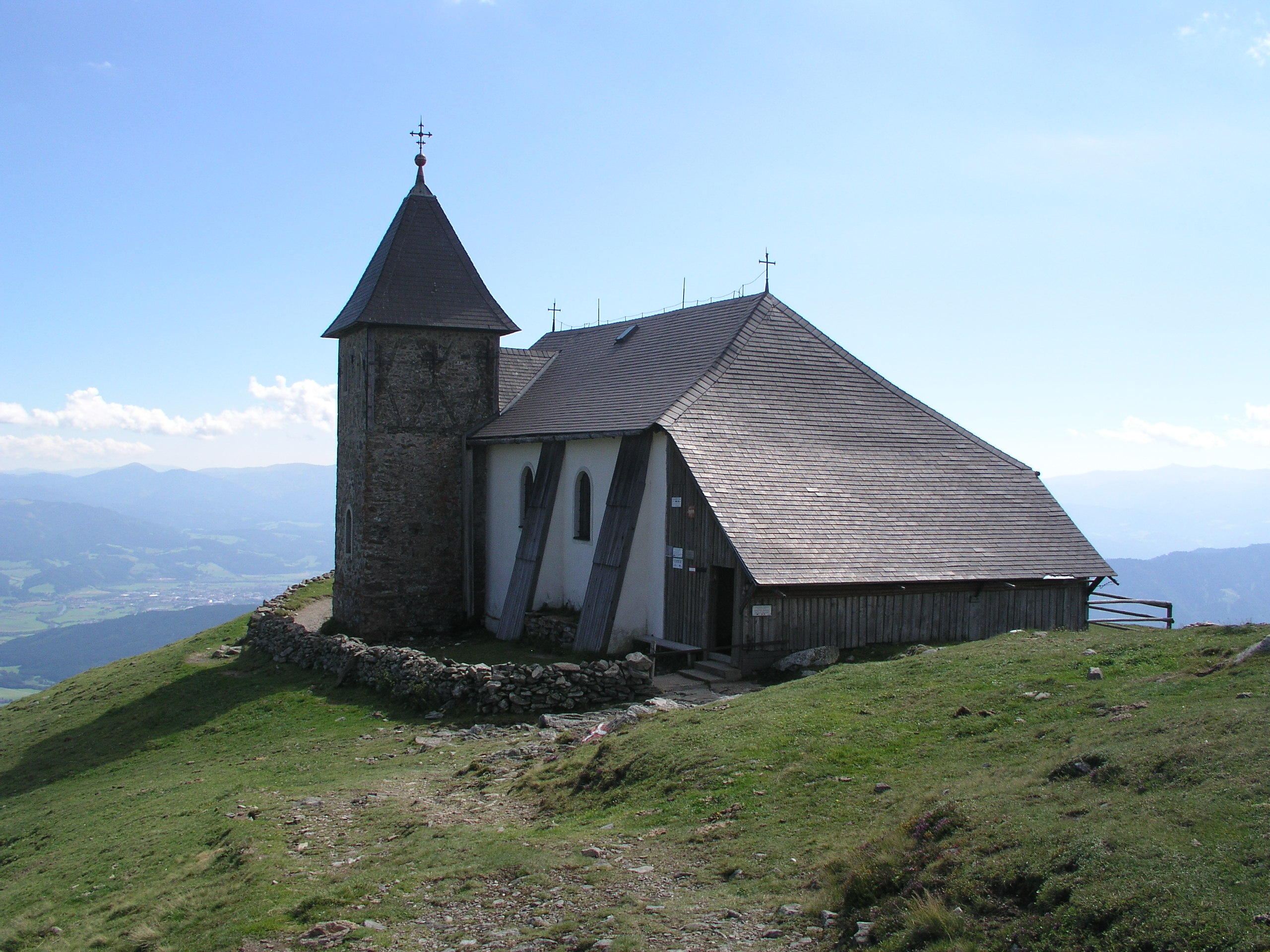
Wallfahrtskirche Maria Schnee auf der Hochalm 2004

Die römisch-katholische Wallfahrtskirche Maria Schnee auf der Hochalm steht auf 1822 m ü. A. in den Seckauer Alpen in der Steiermark. Sie ist die höchstgelegene Wallfahrtskirche der Ostalpen.

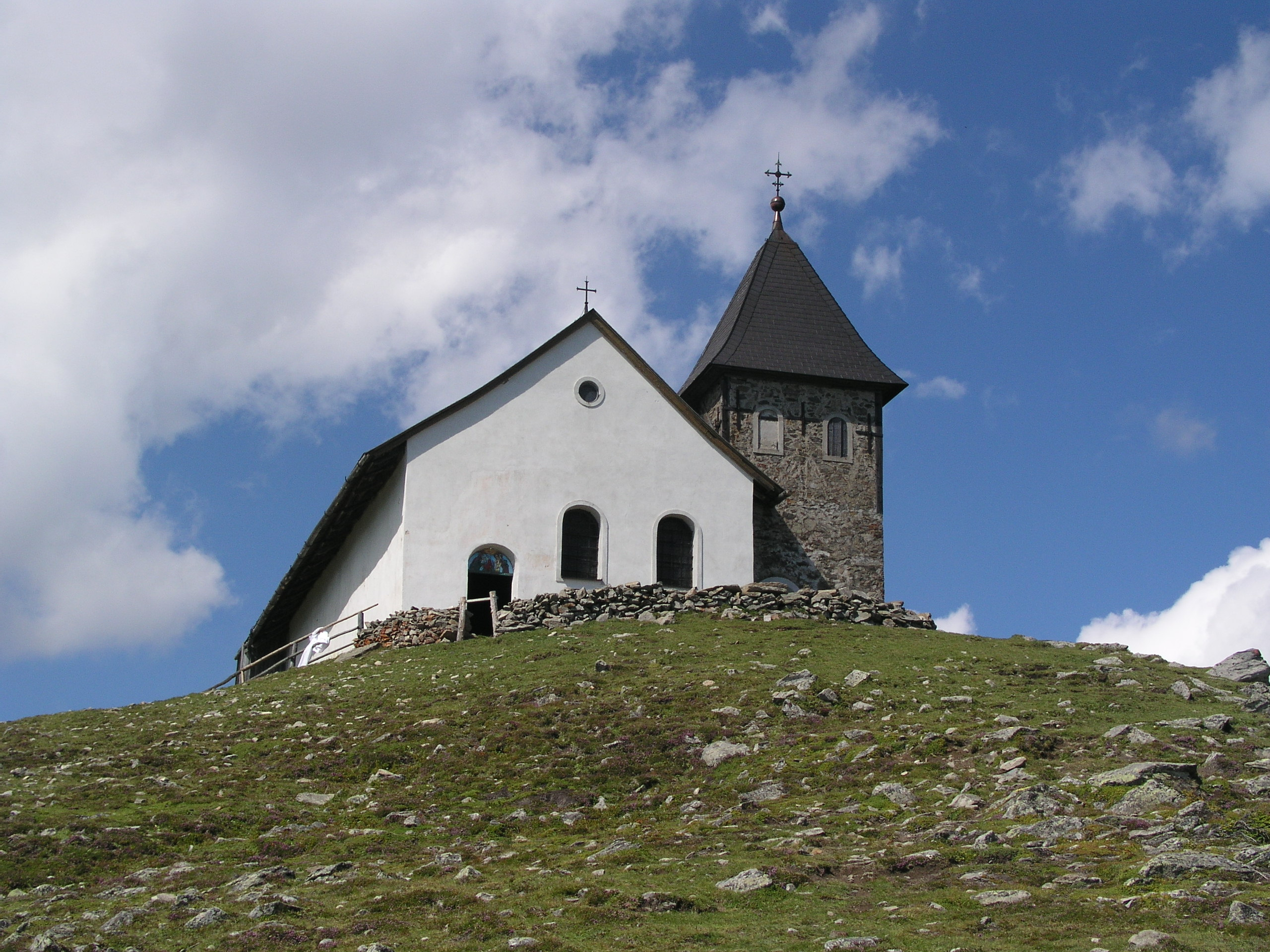
Wallfahrtskirche Maria Schnee auf der Hochalm, von Süden

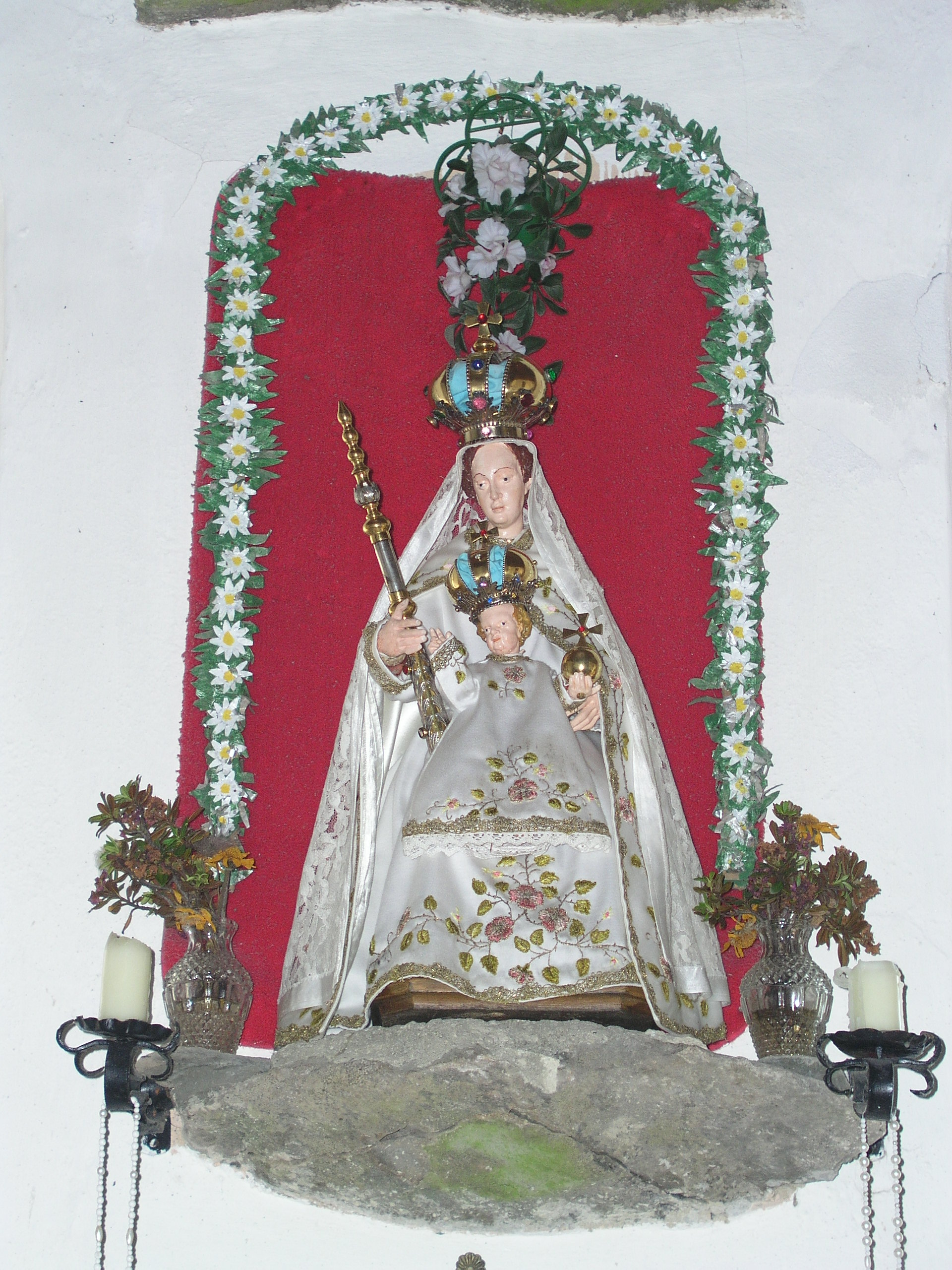
Maria mit Kind – Hochalm-Mutter, Wallfahrtskirche Maria Schnee auf der Hochalm

Luftbild der Hochalm Kirche "Maria Schnee"

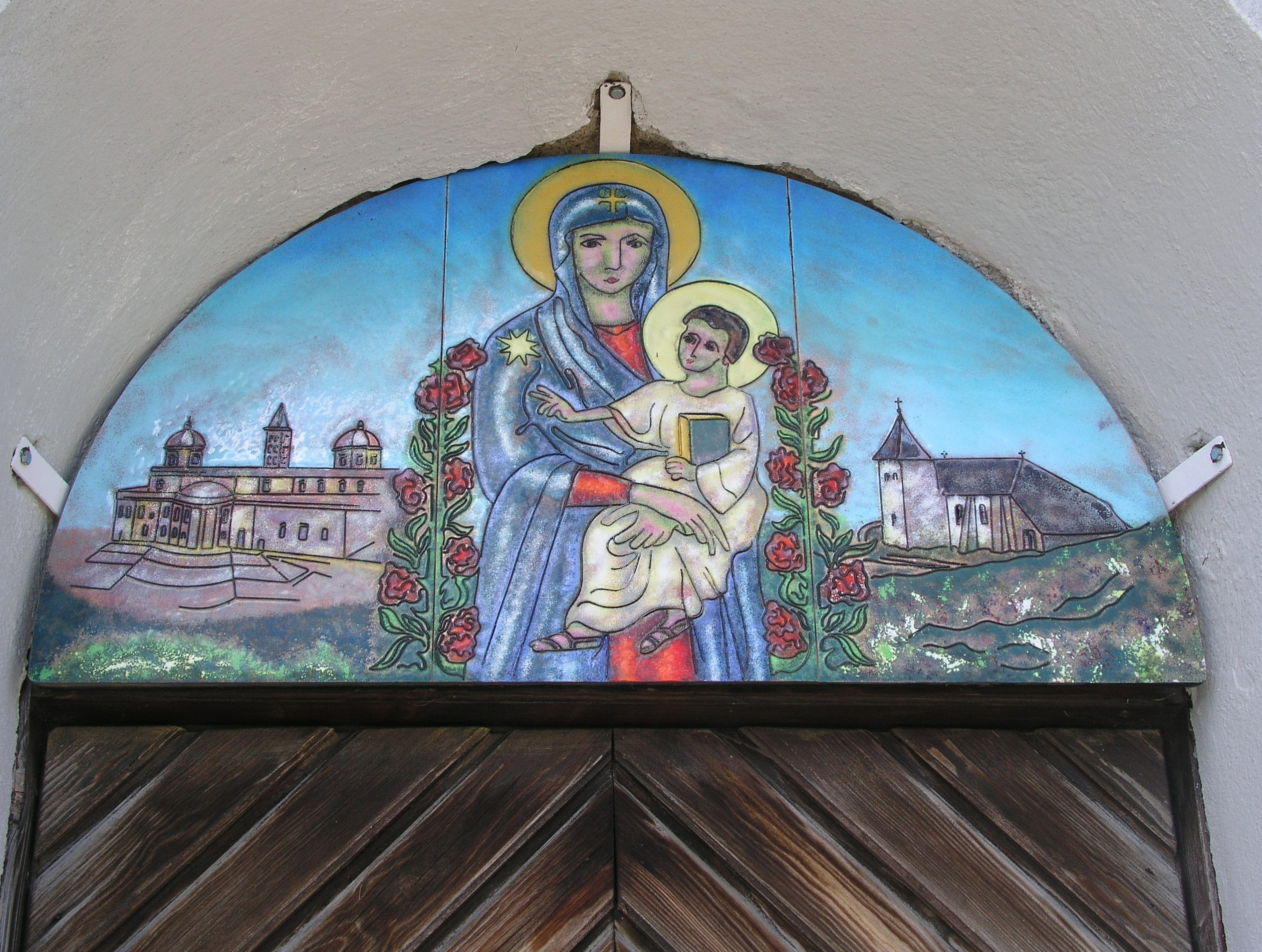
Maria mit Kind, Email-Bild von Br. Bernward Schmid OSB, über einem Eingangstor

Die Kirche wurde auf Initiative des Seckauer Stiftsdekans Paul Auer für die Almhirten und Senner zum „Seelentrost“ erbaut und am 2. Juli 1660 dem Heiligen Hieronymus (Viehpatron) geweiht; anfangs hieß die Kirche dann S. Hieronymus Kirchlein auf der Alm.
Die Marienverehrung begann auf der Hochalm Anfang des 18. Jahrhunderts. In der Kirche befindet sich in den Sommermonaten eine Statue, die Hochalmmuttergottes.
Nach der Aufhebung des Stiftes Seckau 1782 bürgerte sich der Name Maria Schnee auf der Hochalm ein, welcher sich bis heute hielt. Der Ausdruck bezieht sich auf die Gründungslegende der römischen Basilika Santa Maria Maggiore, wonach im Jahr 358 frischer Schnee den Ort des Kirchenbaus auf dem Esquilinhügel in Rom angezeigt haben soll.
Erzherzog Johann besuchte 1810 und 1825 die Hochalm und fand die Kirche in einem elenden Zustand vor.
Zur 200-Jahr-Jubiläumsfeier 1860 mit dem damaligen Pfarrer Adalbert Janisch pilgerten 15.000 Menschen auf die Hochalm.
Papst Pius IX. gewährte damals allen Hochalmpilgern einen vollkommenen Ablass.

Der Turmbau und die Restaurierungsarbeiten begannen am 13. Juni 1904, die Arbeiten konnten bis zum Patroziniumsfest fertiggestellt werden.
Zum 300-Jahr-Jubiläum wurde das Kirchlein unter der Leitung von P. Desiderius und Peter Feldbaumer vlg. Reibenbaum renoviert.
Bis heute wallfahren Tausende auf die Hochalm, wo jährlich am jeweils ersten Sonntag im Juli und August, am Annatag (26. Juli) und am 5. August (Patrozinium Maria Schnee) Wallfahrtsgottesdienste gefeiert werden. Bei der Fronleichnamsprozession wird die Statue der Hochalm-Mutter mit Blumen geschmückt durch den Ort Seckau getragen. In den Wintermonaten wird die Statue am Kühbergerhof aufbewahrt.